# Valère Germain
Valère Germain, född 17 april 1990 i Marseille, är en fransk fotbollsspelare som spelar för Montpellier. Valère Germains far, Bruno Germain, var också ett fotbollsproffs som bland annat spelade för Olympique Marseille och det franska landslaget.

## Karriär
Germain gjorde totalt 14 mål ligamål på 35 matcher säsongen 2012/2013 när AS Monaco blev uppflyttade till Ligue 1. 
I juni 2017 värvades Germain av Marseille, där han skrev på ett fyraårskontrakt. Den 31 augusti 2021 värvades Germain av Montpellier.